# Dabburijja
Dabburijja (arab. دبورية; hebr. דבורייה)  – samorząd lokalny położony w Dystrykcie Północnym, w Izraelu.
Niewielka arabska miejscowość w Dolnej Galilei, o której walorach decyduje atrakcyjne położenie u podnóża Góry Tabor. Wiele osób uważa, że jest to miejsce Przemienienia Jezusa Chrystusa i z tego powodu czasami nazywana Górą Przemienienia Pańskiego.

## Położenie

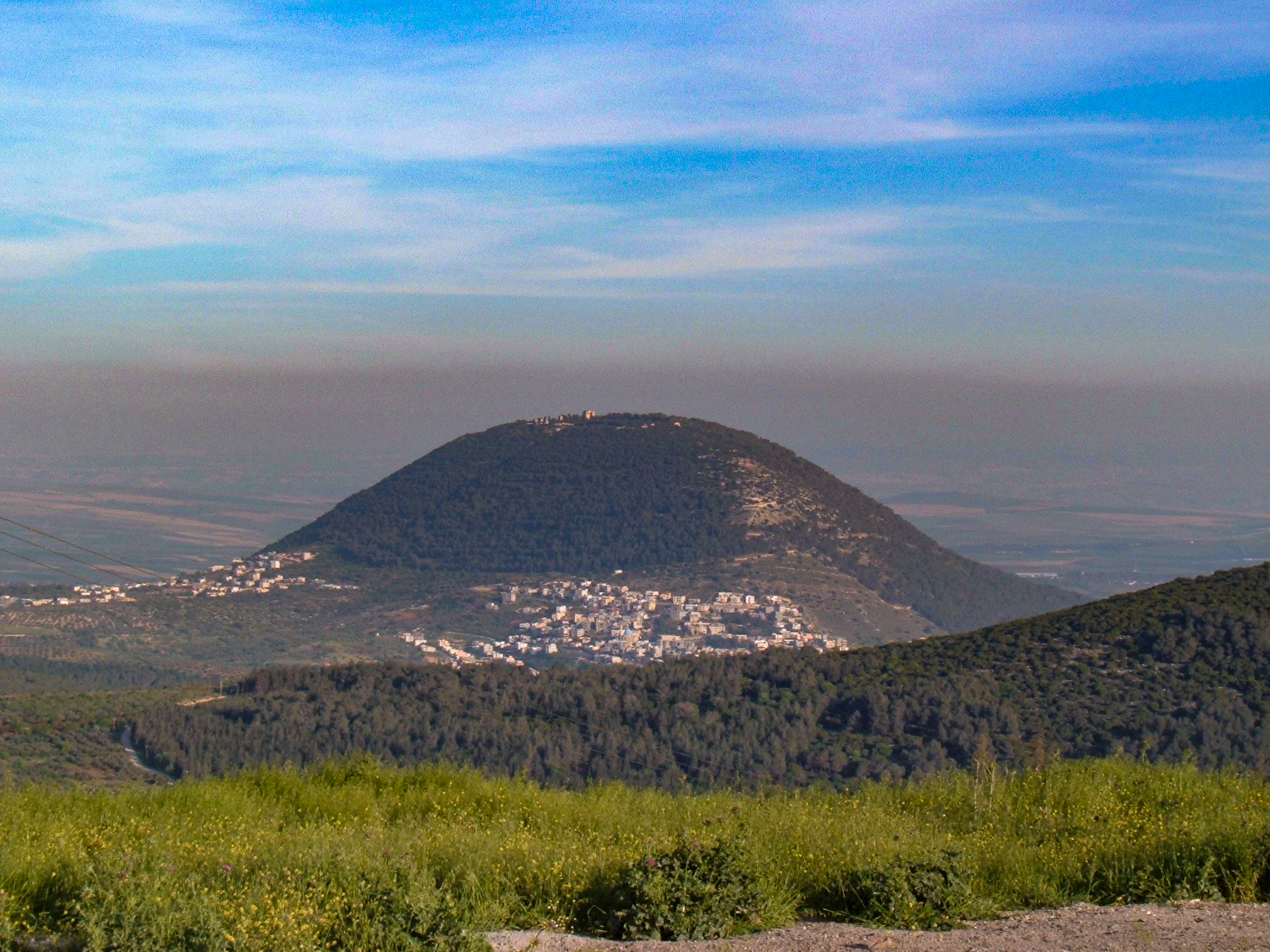
Zdjęcie ukazuje położenie miasteczka Dabburijja pomiędzy górami Debora i Tabor

Miasteczko Dabburijja jest położone w wąskim przesmyku między południowo-wschodnim krańcem masywu górskiego Hare Nacerat i górą Tabor w Dolnej Galilei, na północy Izraela. W jego otoczeniu znajduje się miasto Nof ha-Galil, miasteczka Ein Mahil, Szibli-Umm al-Ganam i Iksal, oraz kibuce Dawerat i Bet Keszet.
Dabburijja jest położone w Poddystrykcie Jezreel, w Dystrykcie Północnym Izraela.

## Środowisko naturalne
Miejscowość leży na wysokości od 140 do 220 metrów n.p.m. pomiędzy masywem górskim Hare Nacerat (ok. 400 m n.p.m.) i górą Tabor (575 m n.p.m.) w Dolnej Galilei. Na południowym wschodzie wznosi się masyw góry Tabor, natomiast na północnym zachodzie wznosi się masyw góry Debory (431 m n.p.m.). Oba te wzniesienia porośnięte są lasami, przy czym obszar Góry Tabor jest chroniony przez Park Narodowy Góry Tabor. W kierunku południowo-zachodnim teren łagodnie opada do intensywnie użytkowanej rolniczo Doliny Jezreel, a po stronie wschodniej rozciąga się pofałdowana Wyżyna Sirin. Ze wzgórz na północy spływa strumień Dwora. Na południowy zachód od miejscowości przepływa strumień Nachal Tawor, a na północnym wschodzie strumień ha-Sziwa.

## Historia
Miejscowość jest utożsamiana z biblijnym miastem Dobrat, które po podboju Kanaana zostało przypadło żydowskiemu pokoleniu Issachara. Następnie zostało miastem lewitów. Pozostałości tej dawnej starożytnej osady zachowały się na położonym na północny wschód od miejscowości pagórku Chirbat Dobrat. W okresie bizantyjskim miejscowość nazywała się Helenopolis, jednak występowały także jej nazwy greckie Dabrát lub Dabirot (gr. Δαβαριττων κωμη), a także nazwa łacińska Dabaret. Józef Flawiusz nazwał je Dabritta. Wykopaliska archeologiczne prowadzone w otoczeniu miejscowości w 2004 i 2006 roku, odkryły pozostałości budynków z końca rzymskiego i bizantyjskiego okresu. Chrześcijański biskup Euzebiusz z Cezarei w Onomasticon (początek IV w.) nazwał je Dabeira i Dabrat, dodając, że w tamtych dniach była to „wioska Żydów” (łac. „komei ioudaion”). Średniowieczny kronikarz Wilhelm z Tyru w XII wieku zmienił nazwę wioski na Buria (prawdopodobnie popełnił błąd w pisowni, nie uwzględniając liter „da” lub „de”). Dlatego w okresie panowania krzyżowców występowała właśnie ta skrócona nazwa Buria. Krzyżowcy osiedlili w wiosce chrześcijan i wybudowali kościół. Jego pozostałości można jeszcze zobaczyć w centrum miejscowości (na terenie prywatnej posesji, w pobliżu współczesnego meczetu). Na przełomie maja i czerwca 1182 roku wojska sułtana Saladyna zdobyły i zniszczyły Burię (większość mieszkańców zginęła). W późniejszych wiekach istniała tutaj arabska wioska, która pojawia się w 1596 roku jako Dabburijja w tureckich rejestrach podatkowych. Liczyła ona wówczas 40 gospodarstw domowych i 3 kawalerów, wszyscy muzułmanie. Płacili oni podatki z upraw pszenica i jęczmienia, drzew owocowych, bawełny, a także z kóz i uli. Francuski podróżnik Victor Guérin odwiedził ją w 1875 roku. Pozostawił następujący opis wioski: „Wśród domów można zauważyć pozostałości starożytnej budowli, o długości dwudziestu dwóch kroków i szerokości dziesięciu, zbudowanej z zachodu na wschód. Kiedyś była wzniesiona z ciosanych kamieni i pewna ich ilość nadal stoi. Wnętrze jest teraz zajęte przez prywatny dom, nad którym wznoszą się pomieszczenia dla obcych. Najprawdopodobniej był to kościół chrześcijański”. W 1881 roku Palestyna Exploration Fund opisał Dabburijję jako „małą wioskę zbudowaną z kamienia i zamieszkałych jaskiń. Posiada około 200 muzułmanów i jest otoczona ogrodem fig i oliwek. Znajduje się na zboczu wzgórza. Woda pochodzi z cystern w wiosce”. Po I wojnie światowej w 1918 roku przeszła wraz z całą Palestyną pod panowanie Brytyjczyków. Utworzyli oni w 1921 roku Brytyjski Mandat Palestyny. Spis ludności Palestyny przeprowadzony w 1922 roku przez brytyjskie władze mandatowe wykazał, że Dabburijja liczyła 602 mieszkańców (wszyscy muzułmanie). Spis ludności z 1931 roku wykazał 728 muzułmanów i 19 chrześcijan (ogółem 747 mieszkańców) żyjących w 170 domach. W poszukiwaniu skutecznego rozwiązania narastającego konfliktu izraelsko-arabskiego w dniu 29 listopada 1947 roku została przyjęta Rezolucja Zgromadzenia Ogólnego ONZ nr 181. Zakładała ona między innymi, że wioska Dabburijja miała znaleźć się w granicach nowo utworzonego państwa arabskiego. Arabowie odrzucili tę Rezolucję i dzień później doprowadzili do wybuchu wojny domowej w Mandacie Palestyny. W trakcie jej trwania rejon wioski zajęły siły Arabskiej Armii Wyzwoleńczej, które paraliżowały żydowską komunikację w rejonie. Podczas I wojny izraelsko-arabskiej wojska izraelskie w trakcie operacji „Dekel” w dniu 17 lipca 1948 roku zajęły Dabburijję. W odróżnieniu od wielu innych wiosek w Galilei, Izraelczycy nie wysiedlili jednak mieszkańców Dabburijji. Dzięki temu zachowała ona swoją arabską tożsamość. Po wojnie wioska została oficjalnie uznana przez władze i mogła swobodnie rozwijać się. W 1961 roku otrzymała status samorządu lokalnego.
We wrześniu 1999 roku dwóch mężczyzn pochodzących z Dabburijji przeprowadziło samobójczy zamach na autobus w Tyberiadzie. Był to pierwszy zamach, w którego organizacji wzięli udział izraelscy Arabowie.

### Nazwa
Według lokalnej tradycji, nazwa miejscowości nawiązuje do biblijnej prorokini Debory. Jednak inne źródła wskazują na kananejskie pochodzenie nazwy miejscowości, która jest tłumaczona jako pastwisko. Odnosi się to do bogatych terenów pastewnych położonych wokół Dabburijji.

## Demografia
Według danych Izraelskiego Centrum Danych Statystycznych w 2011 roku w Dabburijji żyło ponad 9 tys. mieszkańców, z czego 99,6% stanowili Arabowie muzułmanie (reszta to inne narodowości). Jest to niewielkie miasteczko, którego populacja charakteryzuje się stałym wzrostem liczebności. Według danych z 2011 roku przyrost naturalny w porównaniu do poprzedniego roku wyniósł 2,2%. W roku tym urodziło się 218 dzieci, a zmarło 190 osób (odnotowano 1 zgon niemowląt). Według danych za 2010 rok liczba zatrudnionych pracowników wynosiła 2828, a liczba osób pracujących na własny rachunek wynosiła 348. Średnie miesięczne wynagrodzenie w 2010 roku wynosiło 5027 ILS (średnia krajowa 7522 ILS). Zasiłki dla bezrobotnych pobierało 55 osób, w tym 36 mężczyzn (średni wiek: 40 lat). Świadczenia emerytalne oraz rentowe pobierało 448 osób, a zapomogi społeczne 673 osoby.
| Wiek (w latach) | Procent populacji w % |
| --------------- | --------------------- |
| 0 – 4           | 10,5                  |
| 5 – 9           | 12,0                  |
| 10 – 14         | 12,1                  |
| 15 – 19         | 9,2                   |
| 20 – 29         | 15,0                  |
| 30 – 44         | 19,8                  |
| 45 – 59         | 13,7                  |
| 60 – 64         | 2,2                   |
| 65 –            | 5,5                   |

Źródło danych: Central Bureau of Statistics.

## Symbole

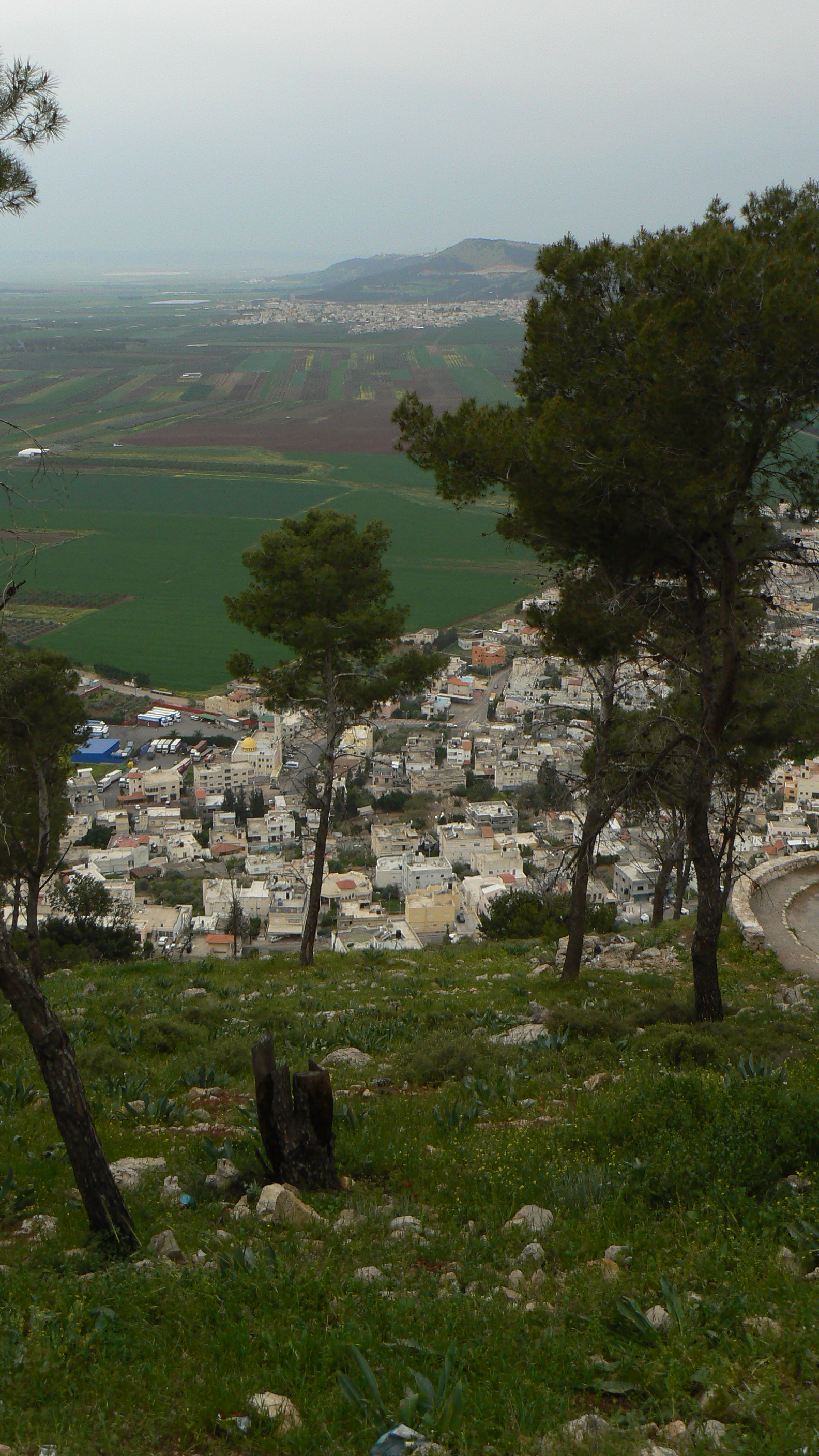
Widok na Dabburijję

Herb Dabburijja został przyjęty w 1990 roku. Głównym elementem herbu jest góra Tabor. Po obu bokach widnieją gałązki oliwne, co jest dowodem na dużą ilość drzew oliwnych rosnących w okolicy. Dodatkowo, na herbie widnieje nazwa miasta w języku arabskim, hebrajskim i angielskim. Oficjalna flaga miasta jest w kolorze białym, z dwoma cienkimi paskami czerwonymi u góry i na dole, oraz z herbem pośrodku.

## Gospodarka
Lokalna gospodarka opiera się głównie na handlu i rzemiośle. Część mieszkańców dojeżdża do pracy w pobliskich strefach przemysłowych. Najwięcej miejsc pracy dostępnych jest w sąsiedniej strefie przemysłowej Alon Tawor.

## Infrastruktura
W miejscowości nie ma szpitala, jednak w sąsiednim Nazarecie są zlokalizowane Szpital Świętej Rodziny (tzw. Włoski Szpital), Szpital Nazaret (tzw. Angielski Szpital) oraz Szpital św. Wincenta à Paulo (tzw. Francuski Szpital). W razie potrzeby, w pobliskiej Afuli jest Centrum Medyczne Doliny. W miejscowości jest tylko przychodnia zdrowia.

## Transport
Miejscowość jest położona na uboczu, w pewnym oddaleniu od najważniejszych arterii komunikacyjnych Dolnej Galilei. Przez miejscowość przechodzi droga nr 7266, którą wyjeżdżając z Dabburijji w kierunku południowo-wschodnim dojeżdża się do drogi nr 65. Jadąc nią w kierunku północno-wschodnim dociera się do miejscowości Szibli-Umm al-Ganam i Kefar Tawor, lub jadąc w kierunku południowo-zachodnim dociera się do strefy przemysłowej Alon Tawor przy mieście Afula. Drogą nr 7266 można również dojechać na szczyt góry Tabor. Mniejsze lokalne drogi prowadzą do na północny wschód do miejscowości Szibli-Umm al-Ganam, i na zachód do miejscowości Iksal. Głównym środkiem transportu publicznego są dalekobieżne autobusy linii Egged i lokalne autobusy linii Kavim. Przez cały dzień autobusy regularnie odjeżdżają do Afuli i Tyberiady.
W 2011 roku w miejscowości było zarejestrowanych 2856 pojazdów silnikowych, w tym 2107 samochodów osobowych (średnia wieku samochodów prywatnych wynosiła 9 lat). W roku tym w mieście doszło do 6 wypadków drogowych.
W odległości 14 km na południowy zachód od miasteczka znajduje się port lotniczy Megiddo. Mogą na nim lądować niewielkie prywatne samoloty.

## Architektura

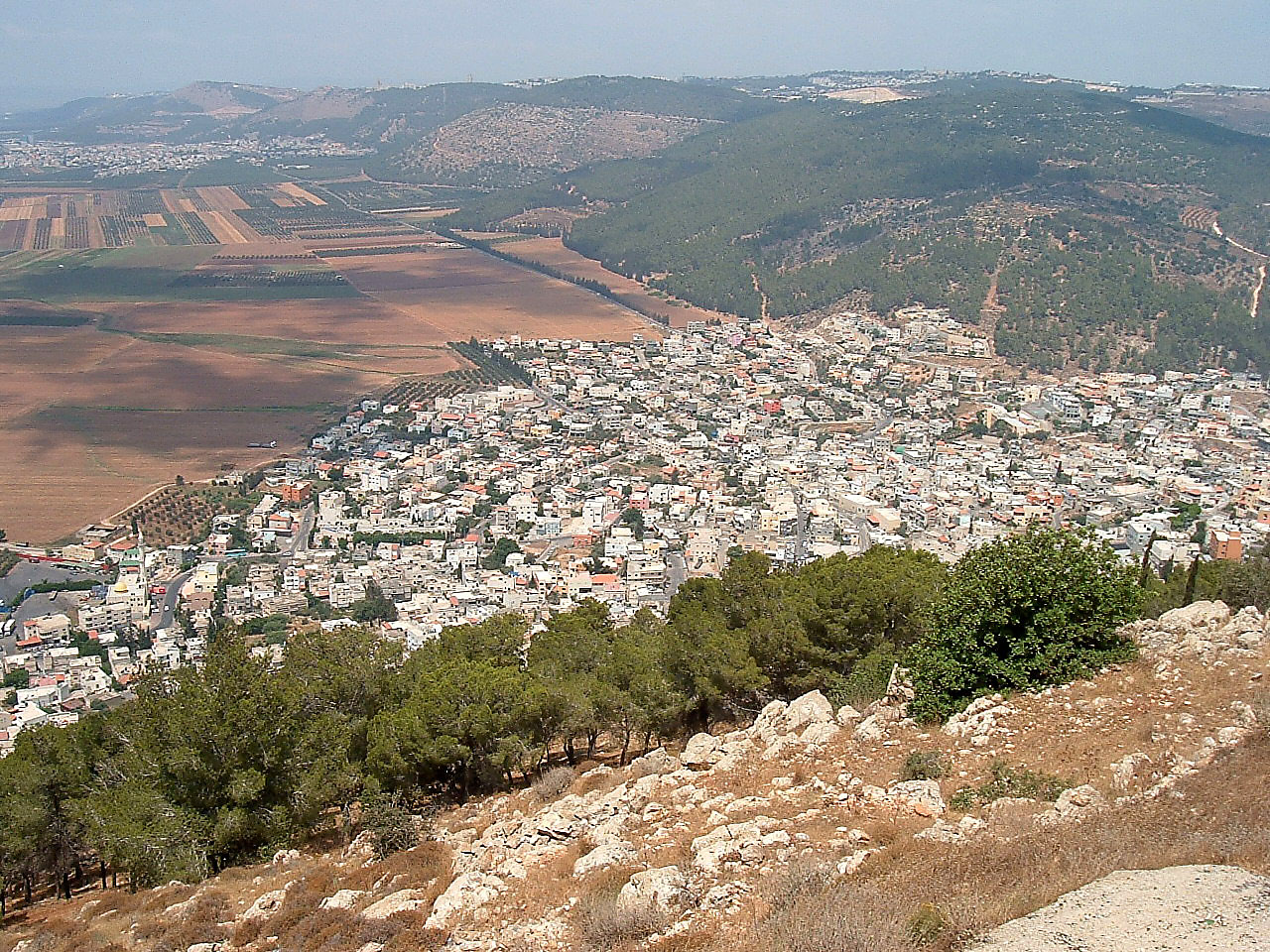
Widok gęstej zabudowy Dabburijji, leżącej u podnóża góry Tabor

Zabudowa miejscowości powstała w sposób chaotyczny, i poza samym centrum posiada charakter luźnej zabudowy wiejskiej. Składa się ona w większości z niewysokich domów jednorodzinnych, pomiędzy którymi przebiegają charakterystyczne wąskie arabskie uliczki. Dabburijja nie posiada zintegrowanej infrastruktury, która umożliwiałaby korzystanie z budynków publicznych i usług komunalnych.

## Kultura
Za propagowanie kultury w miejscowości odpowiada założone w 1994 roku Centrum Kultury Dabburijja. Służy ono mieszkańcom miejscowości i okolicznych wiosek. Prowadzone są tutaj liczne zajęcia warsztatowe z zakresu teatru, muzyki, rysunku, edukacji, poradnictwa etc.. Jest tu także biblioteka publiczna.

## Edukacja
Zgodnie z danymi Izraelskiego Centrum Danych Statystycznych w Dabburijji mieszczą się 4 przedszkola oraz 3 szkoły podstawowe. W 2011 roku w 87 klasach szkolnych uczyło się ponad 2,4 tys. uczniów, w tym prawie 1,4 tys. w szkołach podstawowych. Średnia liczba uczniów w klasie wynosiła 28.

## Turystyka
Atrakcyjne położenie geograficzne przyczynia się do podniesienia walorów turystycznych Dabburijji. Szczególnym miejscem jest położona na południowy wschód od miasteczka Góra Tabor (575 m n.p.m.), której prawie cały obszar jest chroniony przez Park Narodowy Góry Tabor. Jej stoki są porośnięte dużym kompleksem leśnym. Znajdują się w nim stanowiska ochrony kwiatów, między innymi krokusów, zawilców i cyklamenów. Wytyczono tutaj kilka szlaków turystycznych oraz ścieżek rowerowych, które umożliwiają dostanie się na sam szczyt góry. Na szczyt góry można dojechać także samochodem, gdyż prowadzi tam droga nr 7266. Ze szczytu rozciąga się panorama na całą okolicę. Od 1631 roku na górze znajduje się klasztor franciszkański, który w latach 1921-1924 został rozbudowany w Bazylikę Przemienienia Pańskiego. W 1862 roku prawosławny patriarchat Jerozolimy wybudował tutaj swój klasztor i skromną cerkiew. Wiele osób uważa, że jest to miejsce Przemienienia Jezusa Chrystusa i z tego powodu czasami nazywana Górą Przemienienia Pańskiego. Natomiast na północny zachód od miasteczka wznosi się góra Debory (431 m n.p.m.), na której jest pomnik poświęcony brytyjskiej królowej Elżbiecie II. U podnóża góry przepływa strumień Awinoam. Całą okolicę porasta las, w którym można przechadzać się wytyczonymi szlakami turystycznymi. Są tu także wyznaczone tereny piknikowe. Obsługa turystyki generuje dużo miejsc pracy i stanowi ważną gałąź lokalnej gospodarki.

## Sport i rekreacja
Boisko do piłki nożnej znajduje się w południowo-wschodnim skraju miasteczka. Góra Tabor jest wykorzystywana dla potrzeb paralotniarstwa.